# 圣欧班代沙托
圣欧班德沙托（法語：Saint-Aubin-des-Châteaux，法語發音：[sɛ̃.t‿obɛ̃ de ʃato] ⓘ），法国大西洋卢瓦尔省的一个市镇，位于该省北部偏东，属于沙托布里扬-昂斯尼区，其市镇面积为47.56平方公里，2022年1月1日时人口数量为1,749人。
圣欧班德沙托是沙托布里扬-代尔瓦勒公共社区的组成部分。

## 地名
“德沙托”（Des Châteaux）在法语中意为“城堡的”，此处代指中世纪时的梅勒赖修道院（Abbaye de Melleray）。

## 行政
圣欧班德沙托的邮政编码为44110，INSEE市镇编码为44153。

## 地理

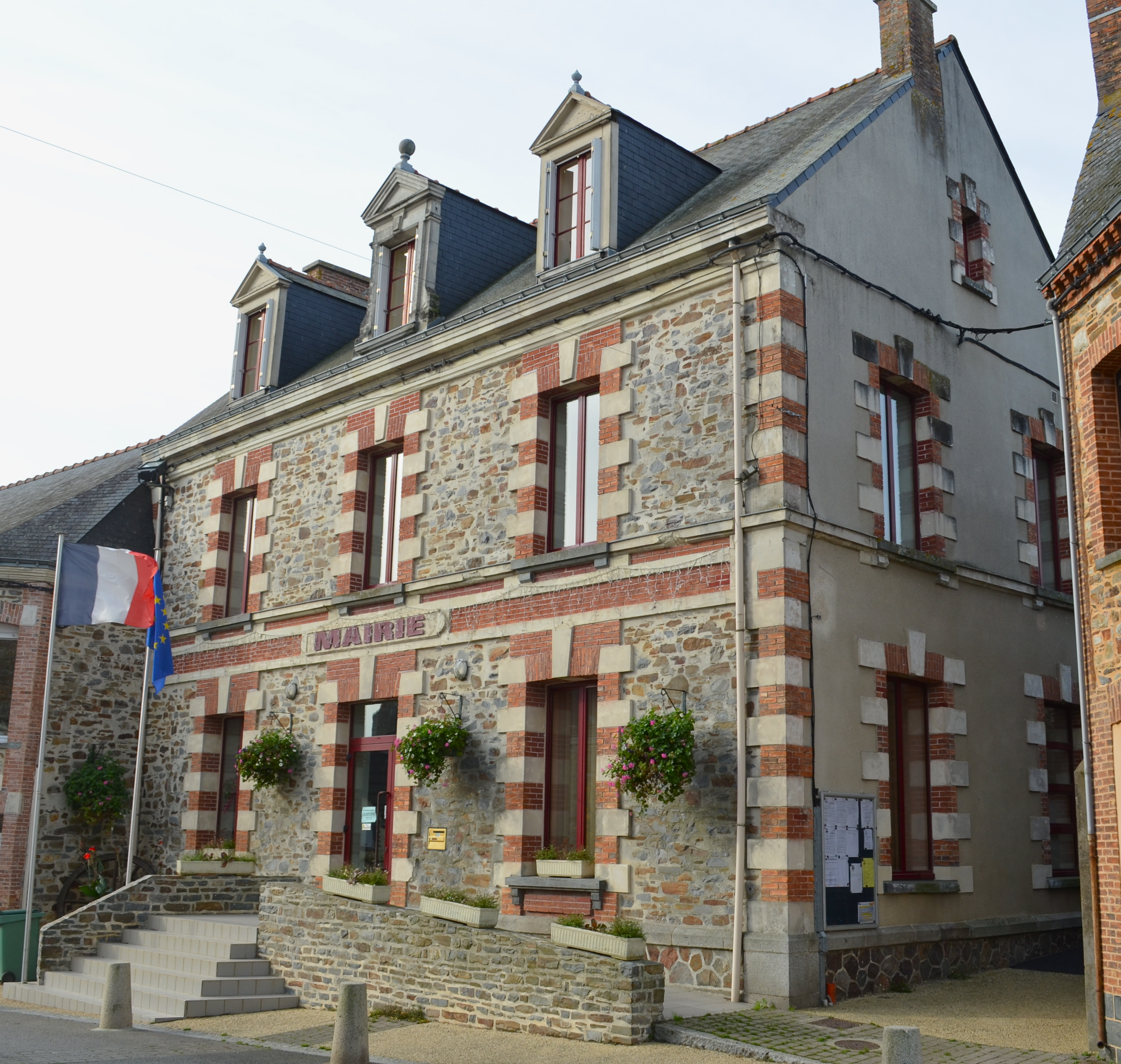
圣欧班德沙托市政厅

圣欧班德沙托（47°43'12"N, 1°29'11"W）位于法国西北部，卢瓦尔河地区大区中西部和大西洋卢瓦尔省东北部，距离省会南特大约56公里。
与圣欧班德沙托接壤的市镇包括：沙托布里扬、卢伊费尔、鲁热、吕菲涅、圣樊尚德朗德、锡永莱米讷。
圣欧班德沙托境内地势平坦，海拔在32至92米之间。
按照柯本气候分类法，圣欧班德沙托属于较为典型的温带海洋性气候，全年温差较小，降水分布均匀。

## 历史
圣欧班德沙托作为堂区建立于1183年，历史上长期为普通乡村，二战时期曾建有集中营。

## 交通
大西洋卢瓦尔省省道D34线、D40线和D771线等经过圣欧班德沙托境内。大西洋卢瓦尔省城际客运344线（圣纳泽尔－沙托布里扬）经过圣欧班德沙托境内并设有站点。

## 人口
| 年份   | 1936  | 1946  | 1954  | 1962  | 1968  | 1975  | 1982  | 1990  | 1999  | 2005  | 2010  | 2015  | 2017  |
| ------ | ----- | ----- | ----- | ----- | ----- | ----- | ----- | ----- | ----- | ----- | ----- | ----- | ----- |
| 人口數 | 1 740 | 1 682 | 1 587 | 1 520 | 1 472 | 1 387 | 1 351 | 1 346 | 1 314 | 1 437 | 1 615 | 1 765 | 1 795 |